# Патрицији
Патрицији (лат. patricii, једн. patricius) били су првобитно чланови елитног друштвеног слоја у античком Риму. Током позног Римског царства овај је назив постао само почасна титула која се додељивала неким високим државним чиновницима.

## Значење и порекло речи
Латинска реч patricius изводи се од речи pater (= „отац”), јер су се чланови римског сената од најстаријих времена називали patres (= „очеви"). 
Антички извори не нуде јасну дефиницију разлике између патриција и плебејаца (који се најједноставније дефинишу као сви остали грађани који нису били патрицији), те ово питање остаје једно од највећих нерешених питања историје старог Рима. Патрицији се најчешће сматрају припадницима богатих и моћних породица које су стекле власт над плебејским породицама, али неки историчари тврде да је ова теорија превише симплистичка. Пошто се сматра да је у најраније доба римске историје чланство у сенату било наследно, то је могао бити фактор који је једну групу породица издвојио од осталог становништва. Међу самим патрицијима понекада се правила разлике између gentes minores (= „незнатније породице“, тј. оне које су касније стекле патрицијски статус) и gentes maiores (= „угледније породице“, тј. оне које вуку патрицијско порекло од старих времена).
Без обзира на првобитне разлике између ова два друштвена сталежа, до времена позне републике ове су разлике постале замагљене и најзад изгубиле сваки значај, а многе плебејске породице стекле су и богатство и углед, док су неке патрицијске породице осиромашиле и изгубиле некадашњу моћ.
Неки историчари сматрају да су патрицијске породице биле оне чији су преци некада држали истакнуте свештеничке положаје, те да је и римски сенат, који се састојао од патриција, првобитно био својеврсно саветодавно тело за питања религије и култа. Ова теорија, међутим, не узима у обзир чињеницу да антички извори не говоре ништа о постојању посебне свештеничке класе у старом Риму нити у доба с краја ране републике нити у каснијим временским периодима.

## Доба републике
У рано доба Римске републике, патрицији су чинили наследни владајући сталеж у држави. Патрицији су тврдили да њихове породице воде порекло од првобитних становника Рима пре владавине краља Анка Марција, као и од првих чланова римског сената. Према аналистичкој традицији, плебејцима није била доступна ниједна државна служба (магистратура). Статус патриција био је наследан, а између припадника две групе није био дозвољен брак (до 445. п. н. е.) што је наведено у Законику дванаест плоча, као што није било дозвољено ни склапање било каквих послова.
Према овој традиционалној теорији, патрицији су, током периода познатог под називом "борба сталежа", били приморани да постепено поделе власт с плебејцима. Године 494. п. н. е. установљена је дужност народних трибуна који су имали овлашћења да бране интересе плебејаца. До двадесетих година 4. века п. н. е. све магистратуре постале су доступне плебејцима, а разлике између два сталежа почеле су бледети. Осим тога, с обзиром на наследни карактер патрицијског статуса, нису осниване нове патрицијске породице, што је водило смањивању броја патриција.
У доба позне републике богате патрицијске породице већ су биле део нове владајуће римске елите – нобилитета, а статус патриција није собом носио никакве привилегије, осим можда мало већег степена друштвеног угледа. То је постало сасвим очигледно 59. године п. н. е. када је патрициј Публије Клодије Пулхер био усвојен од стране једног плебејца (притом годину дана млађег од њега) јер је желео да се кандидује за народног трибуна. Један од ретких службених положаја који је остао доступан искључиво патрицијима био био је положај Rex sacrorum (= отприлике „краљ религије"), што је теоретски била највиша свештеничка дужност, али је у пракси била потчињена врховном свештенику (pontifex maximus).

## Доба царства
У доба принципата и раног царства патрицијски статус још увек је означавао друштвени углед. Због тога су цареви своје верне сараднике масовно проглашавали патрицијима. Можда је и то допринело коначној деградацији значења и угледа патрицијског статуса. До завршетка кризе 3. века некадашње значење термина „патрициј“ сасвим се изгубило. Цар Константин Велики обновио је употребу термина patricius, али он сада представља само почасну титулу која се додељивала онима који су својом службом показали оданост цару и држави. У том је периоду у царству истовремено било само неколико патриција, а понекада само један. До 5. века у Западном римском царству овај је термин почео означавати човека који из цареве сенке заправо влада царством и држи стварну политичку и војну моћ, какви су били Стилихон, Аеције, Бонифације и Рицимер. У Источном римском царству, где су цареви и даље држали стварну власт, употреба ове почасне титуле опстала је све док латински није сасвим замењен грчким као званичним језиком царског двора.